# Jewgienij Sadowski
Jewgienij Sadowski ros. Евгений Садовский (ur. 30 sierpnia 1911 r. w Mariupolu, zm. w sierpniu 1987 r. w Bedford) – radziecki tłumacz, progandysta  Ministerstwa Rzeszy do Spraw Okupowanych Terytoriów Wschodnich podczas II wojny światowej, emigracyjny publicysta rosyjski
W 1926 r. jego rodzina przeniosła się do Moskwy. W 1932 r. J. Sadowski ukończył studia na wydziale germanistycznym instytutu nowych języków. Został tłumaczem języka niemieckiego. Specjalizował się w tłumaczeniu poezji słynnego poety Friedricha Hölderlina. Wstąpił do Związku Pisarzy Sowieckich. Po ataku wojsk niemieckich na ZSRR 22 czerwca 1941 r., zmobilizowano go do Armii Czerwonej. Służył jako tłumacz w stopniu technika-intendenta 1 klasy w sztabie 1109 Pułku Piechoty 330 Dywizji Strzeleckiej. 25 lub 27 stycznia 1942 r. przeszedł na stronę niemiecką. Przez długi czas historycy przyjmowali wersję, że zginął w walce w rejonie wsi Słobodka w obwodzie orłowskim. Już 19 lutego tego roku jako tłumacz rozpoczął pracę w redakcji kolaboracyjnego pisma "Riecz'", wydawanego w okupowanym Orle. Następnie wraz z redakcją ewakuował się do Ordżonikidzegradu w okolicy Briańska. Stamtąd przybył do Mińska, gdzie przyjęto go do pracy w miejscowej filii Ministerstwa Rzeszy ds. Okupowanych Terytoriów Wschodnich Alfreda Rosenberga. Opracowywał propagandowe broszury o życiu w Związku Radzieckim (m.in. "Betrachtungen zur politischen Lage des russischen Volkes"). Po ewakuacji miasta w poł. 1944 r., trafił do Raciborza, gdzie kontynuował działalność propagandową. Po zakończeniu wojny zamieszkał w amerykańskiej strefie okupacyjnej Niemiec, po czym wyemigrował do USA. Od 1964 r. pracował na uniwersytecie w Miami. Publikował artykuły w emigracyjnej prasie rosyjskiej i prasie amerykańskiej.